# 科学技術学園高等学校
科学技術学園高等学校（かがくぎじゅつがくえんこうとうがっこう）は、東京都世田谷区成城に本校を置く私立高等学校。略称は、科技高（かぎこう）。

## 概要
1963年12月に日本科学技術振興財団が、学校法人科学技術学園を設立し、現在は男子普通科（昼間定時制課程）と通信制課程（男女共学校）を設置して学校法人科学技術学園が運営している。

## 設置学科
- 昼間定時制課程 :都立高校や他私立高校よりやや校則が厳しく、部活動は授業の一環として重視、原則全員参加を取り入れている。携帯電話、スマートフォンを含む全ての電子機器の校内での使用は、禁止となっている。アルバイトは、原則禁止となっている。
- 通信制：概ね技能連携生と個別生の2種類に分類される。近年は技能連携生に関する行事が減少している。

## 沿革
- 1960年（昭和35年） - 財団法人日本科学技術振興財団が科学技術庁より設立を許可される。
- 1963年（昭和38年）12月 - 財団法人日本科学技術振興財団のもとで学校法人科学技術学園の設立が認可される[補足 1]。
- 1964年（昭和39年）4月 - 科学技術学園工業高等学校（機械科・電気科の通信制高校）が開校する[補足 2]。
- 1965年（昭和40年）4月 - 大阪分室が開設される。
- 1970年（昭和45年）3月 - 名古屋分室が開設される。
- 1975年（昭和50年）4月 - 通信制普通科が設置される。
- 1977年（昭和52年）4月 - 高等学校名を科学技術学園高等学校と変更する。
- 1978年（昭和53年）4月 - 昼間定時制課程（普通科）が開校する（男子のみ）。
- 1988年（昭和63年）12月 - 高等学校の修業年限を通信制課程3年以上に変更。
- 2004年（平成16年）4月 - eラーニングコース（通信制課程）開設。
- 2006年（平成18年）3月 - 武蔵国際総合学園との技能連携終了。
- 2010年（平成22年）3月 - 航空自衛隊航空教育隊生徒隊との技能提携を終了する。
- 2018年 （平成30年）4月 - 理数コース設置
- 2019年（令和元年）4月 - 情報クラス設置
- 2022年（令和4年）4月 - TBC学院国際自動車・ビューティ専門学校との技能連携終了。

## 学校概要

### 所在地
- 東京本校 東京都世田谷区成城1-11-1
- 大阪分室 大阪府大阪市西区靱本町1-8-4
- 名古屋分室 愛知県名古屋市中区錦1-8-33

### 設備
- 校地面積6,753㎡
- 運動場面積1,700㎡
- 体育館(冷暖房完備)
- 図書室
- カウンセリング室
- 視聴覚室兼小体育館(柔道部や空手部の練習などが行われている)
- パソコン室2教室あり
- 各教室にエアコンと50インチテレビ
- LL教室
- 放送室
- 家庭科室
- 理科室
- グランド(ナイター照明あり)
- カフェテリア(軽食用の自動販売機が設置されている)
- 各教室にエアコン設置

### 交通機関
出典 : 
電車
- 小田急小田原線 成城学園前駅中央改札南口下車 徒歩約12分

バス
| 乗車駅       | 系統       | 下車停留所                          | 運行事業者 |
| ------------ | ---------- | ----------------------------------- | ---------- |
| 成城学園前駅 | 玉31       | 「東京都市大付属小学校前」、徒歩1分 | ■東急      |
| 渋谷駅       | 渋24       | 「東京都市大付属小学校前」、徒歩1分 | ■東急      |
| 用賀駅       | 用06・等12 | 「東京都市大付属小学校前」、徒歩1分 | ■東急      |
| 二子玉川駅   | 玉07       | 「東京都市大付属小学校前」、徒歩1分 | ■小田急    |

### 理事長
- 吉田 修（2021年4月）

### 校長
- 吉田 修（2016年4月）

## 部活動・クラブ
昼間定時制のみ。
| - 運動部 - サッカー部 - 軟式野球部 - 陸上競技部 - 空手道部 - 弓道部 - バドミントン部 - 柔道部 - 剣道部 - 卓球部 - 硬式テニス部 | - 文化部 - 囲碁将棋部 - 吹奏楽部 - 鉄道研究部 - 科学部 - パソコン部 - 写真部 - 創作部 | - 同好会 - 太鼓同好会 - 文芸同好会 - 合唱同好会 - 百人一首同好会 | - 習い事クラブ - 陶芸クラブ - 絵画クラブ - 書道クラブ - 英語クラブ - ICTクラブ - 自然観察クラブ - 服飾クラブ |

### 成績
- 1972年  (昭和47年)    8月 - 全国高等学校定時制通信制陸上競技大会400m優勝・800m3位
- 1975年   (昭和50年)   8月 -  全国高等学校定時制通信制陸上競技大会200m・400m男子優勝
- 1991年  (平成3年)  8月  - 全国高等学校定時制通信制陸上競技大会5000m・3位男子
- 1993年  (平成5年)   8月  -  全国高等学校定時制通信制陸上競技大会で100m走優勝男子
- 1995年  (平成7年)  8月  -  全国高等学校定時制通信制陸上競技大会400mH・2位  5000m・3位男子
- 1997年（平成9年）8月 - 全国高等学校定時制通信制軟式野球大会優勝
- 2002年  (平成14年)  8月 - 全国高等学校定時制通信制陸上競技大会800m・2位男子
- 2008年  (平成20年)   8月 - 全国高等学校定時制通信制陸上競技大会男子200mで優勝・100m・2位
- 2014年  (平成26年)   10月 - 通信制通学コース生徒馬術で国体出場・3位入賞
- 2015年 (平成27年)  8月 - 全国高等学校定時制通信制卓球大会・団体戦三位入賞
- 2016年  (平成28年)  6月 - 東京都高等学校定時制通信制陸上競技大会3000mscで大会新記録優勝
- 2016年  (平成28年) 8月 - 全国高等学校定時制通信制卓球大会・団体戦三位入賞
- 2016年 (平成28年) 8月 - 全国高等学校定時制通信制剣道大会・団体戦東京代表メンバー選ばれ優勝
- 2016年 (平成28年) 10月 - 東京都高等学校定時制通信制総合体育大会・陸上競技大会3000msc大会新記録優勝
- 2016年 (平成28年) 8月 - 全国高等学校定時制通信制バドミントン大会・団体戦メンバー選ばれ準優勝
- 2017年 (平成29年) 1月 - 東京都高等学校定時制通信制駅伝兼ロードレース大会駅伝優勝

## ギャラリー

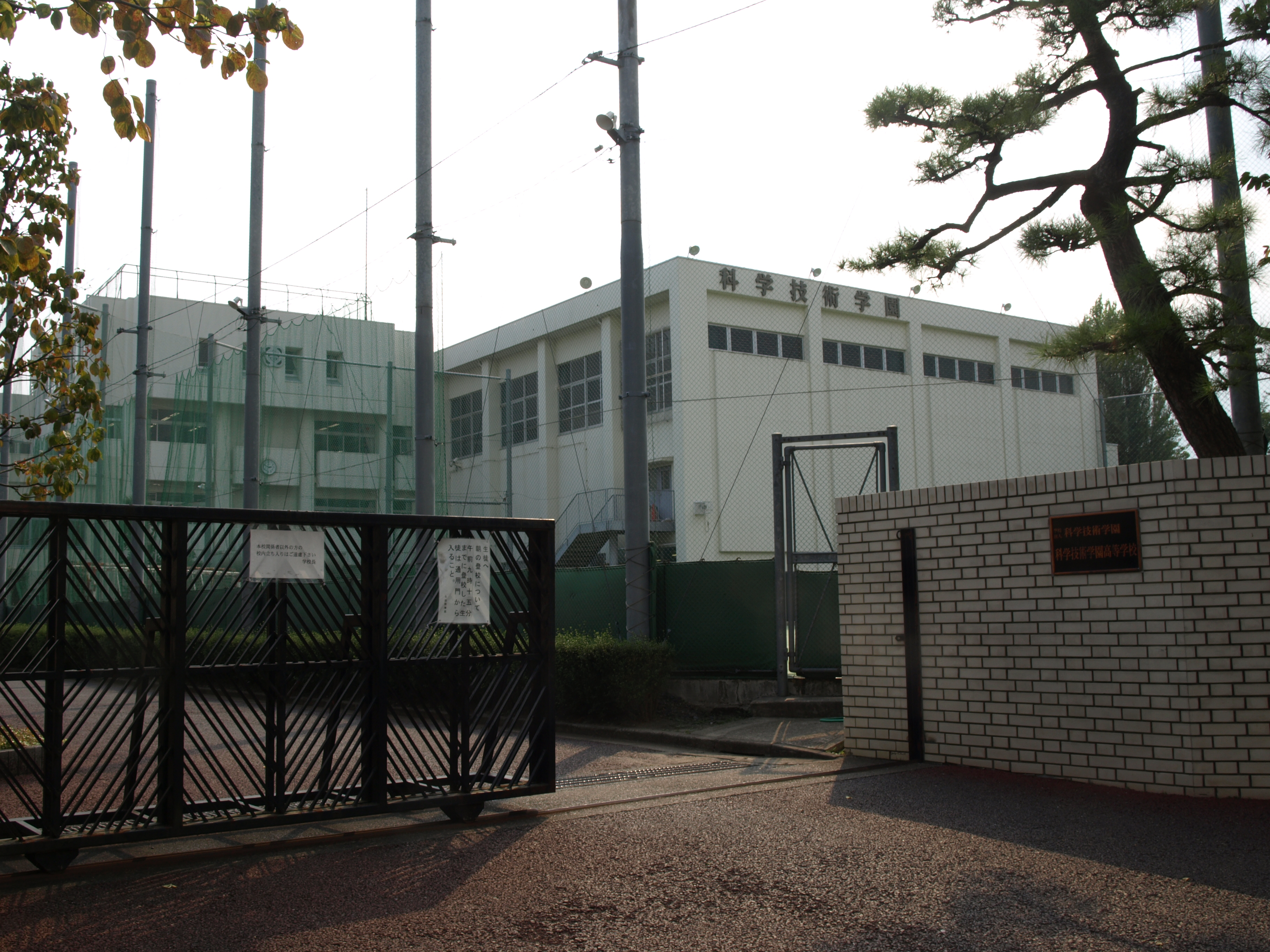
校舎
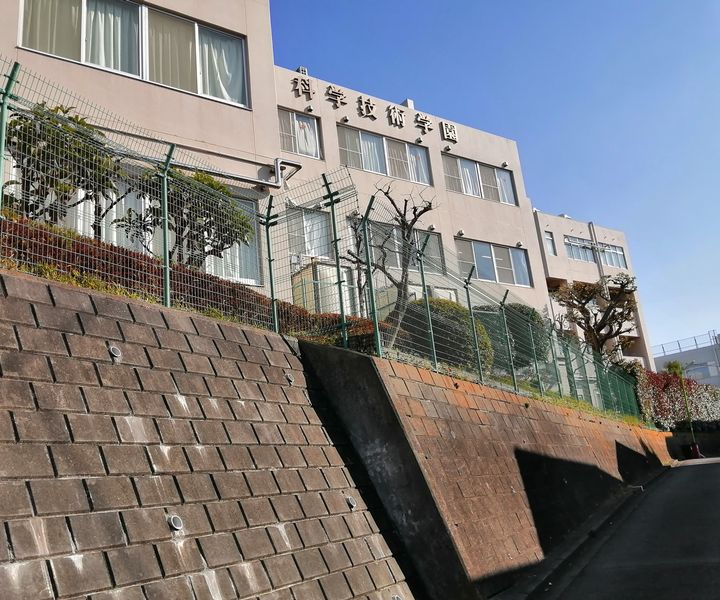
南側から見る
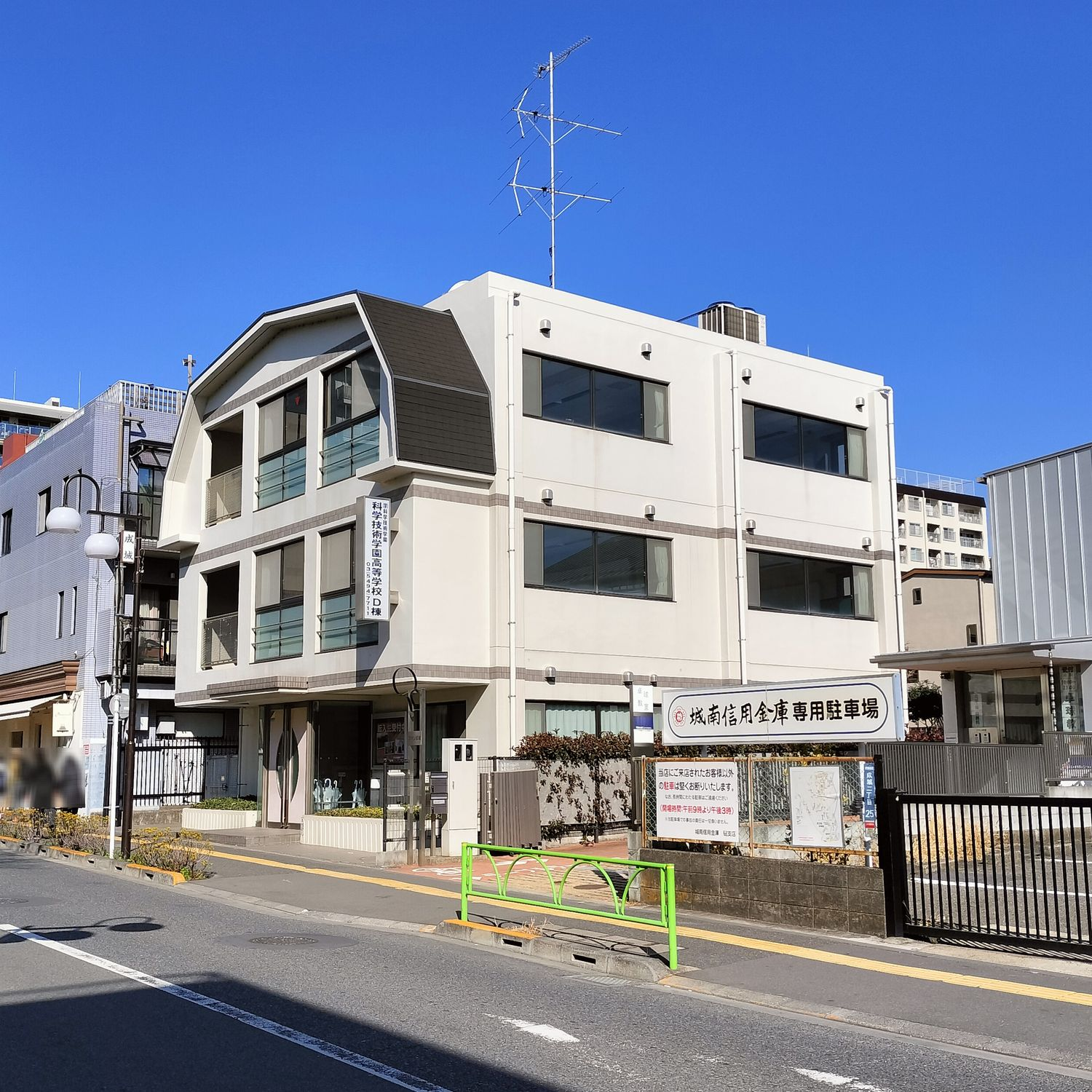
成城学園前駅の南口にあるD棟

### 補足
1. ↑  背景に当時の高度経済成長による中学生の集団就職において、企業が中学校卒業の従業員に就業させながら高等学校教育を行うという技能連携教育が求められたことがある。
2. ↑  当時は企業連携校が多かったため、普通科の設置はなされなかった。同時に東京都千代田区の科学技術館が開館する。東京12チャンネル（現在のテレビ東京）も開局するが、当時は教育放送であり本校の授業としての放送だったため本校の教職員が番組制作を行った。また民間放送でありながら、CMを流さなかった。
3. ↑  東急バスと共同運行
4. ↑  運動部は 東京都高等学校体育連盟（各競技専門部）に加盟している。
5. ↑  「習い事クラブ」とは、部活動とは異なり、得意分野を専門の先生が個別に指導する少人数制の課外活動のことである。